# Champsodon guentheri
Champsodon guentheri is een straalvinnige vissensoort uit de familie van champsodonten (Champsodontidae). De wetenschappelijke naam van de soort werd voor het eerst geldig gepubliceerd in 1908 door Charles Tate Regan. De soort komt voor in de Indische Oceaan. Ze is genoemd naar de Duits-Britse zoöloog Albert Günther.